# Francesco Camaldo
Francesco Camaldo (Lagonegro, 24 de octubre de 1952) es un presbítero italiano de la Iglesia católica, y actualmente es el asistente del Club de San Pedro.

## Infancia
Nació el 24 de octubre de 1952 en Lagonegro.

## Seminarista y sacerdote
Después del Bachillerato: fue estudiante interno del Pontificio Seminario Romano Mayor y más tarde fue ordenado sacerdote el 26 de junio de 1976 por el cardenal vicario Ugo Poletti, Francesco Camaldo también fue vicario en la parroquia de Santa María de la Consolación, Casalbertone en Roma (1976-1990)

## Estudios
Licenciado en Filosofía y Sagrada Teología en la Pontificia Universidad Lateranense, Licenciado en Teología Espiritual en la Pontificia Universidad Gregoriana, Licenciado y Doctor en Sagrada Liturgia en el Pontificio, Instituto Litúrgico de San Anselmo.

## Trabajos en La Curia Romana
Los cargos que le fueron asignados son los siguientes:
- Capellán de la Capilla de San Andrés Corsini de la Ilustre Pontificia Archibasílica de San Juan de Letrán (17 de enero de 1988)
- Ayudante de estudio en la Congregación para el Culto Divino y la Disciplina de los Sacramentos (1 de enero de 1993)
- Oficial del Vicariato de Roma (1984-1993)
- Secretario Personal del Cardenal Ugo Poletti, de 1984 a 1997 cuando murió.
- Capellán del Club San Pedro (22 de febrero de 2005)
- Rector de la Capilla de Santa María de la Piedad en el Coliseo (10 de octubre de 2005)

El cardenal Camillo Ruini, vicario general de Su Santidad para la ciudad de Roma, designó a monseñor Camaldo:
- Capellán del Club San Pedro, (22 de febrero de 2005)
- Decano de la Capilla de Santa María de la Piedad en el Coliseo (10 de octubre de 2005)

## Decano de Ceremonias Pontificias
Francesco Camaldo también fue Prelado de Honor de Su Santidad, el Papa y Maestro de Ceremonias (27 de junio de 1984). Decano de los maestros de Ceremonias Papales.
Cesó como ceremoniero pontificio el 24 de noviembre de 2013, al ser nombrado canónigo de la Basílica de San Pedro.

## Cónclave de 2005
Como Decano de los maestros de Ceremonias Papales, Mons. Camaldo apareció en repetidas ocasiones en los eventos más importantes de los funerales de Juan Pablo II y la elección de Benedicto XVI, entre ellos destacan el velorio del papa, el funeral, la Misa Pro Eligendo Romano Pontífice, el cónclave y el Habemus Papam,